# Skön GK
Skön GK är en golfklubb belägen i Gudmundsbyn, Sköns socken, 9 kilometer väster om Sundsvalls centrum.

## Banan
Banan är en lätt kuperad 9-håls parkbana som omges av ängar. Banan består av 7 bunkrar och vattenhindren är ett dike som slingrar sig genom banan.